# Jessie Andrews
Jessie Andrews (Miami, Florida; 22 de marzo de 1992) es el nombre artístico de una actriz pornográfica, diseñadora de joyas y DJ estadounidense.
Ha sido galardonada con un premio AVN a la mejor actriz, un premio XBIZ a la mejor actuación por su papel en Portrait of a Call Girl, así como el de mejor actriz nueva, y dos premios XRCO a la mejor actriz y a la mejor actriz nueva, respectivamente.

## Carrera
Antes de ingresar a la industria pornográfica, Andrews trabajó como agente de ventas para American Apparel. Una de sus amigas, que trabajó como extra, le refirió los beneficios económicos por "mostrar su pecho", lo que motivó a Andrews a ingresar a la pornografía una semana después de cumplir los 18 años.

## Discografía

### Sencillos
- "I Never Knew" – Jessie Andrews (2013, Ultra Records)
- "Count On You" – Jessie Andrews & Audrey Napoleon
- "You Won't Forget Tonight" Jessie Andrews feat. Comets We Fall

### Remixes
- Anna Lunoe & Flume – "I Met You (Jessie Andrews Remix)"
- Disclosure feat. Sam Smith – "Latch (Jessie Andrews Bootleg)"
- Prince Club – "Love Strong (Jessie Andrews Remix)"
- Viceroy x French Horn Rebellion - "Friday Nights (Jessie Andrews Remix)"
- Duke Dumont - "Need U 100% ft. A*M*E (Jessie Andrews Remix)"
- Drake - "Too Much Feat Sampha" (Jessie Andrews & Jason Burns Remix)

## Premios y nominaciones
- 2012 – Premio XBIZ - Acting Performance of the Year – Portrait of a Call Girl[5]
- 2012 – Premio XBIZ – Best New Starlet[5]
- 2012 – Premio AVN – Best Actress – Portrait of a Call Girl[6]
- 2012 – Premio XRCO – Best Actress[7]
- 2012 – Premio XRCO – New Starlet[7]